# 九二式防衛機槍
九二式防衛機槍（九二式七粍七機銃）是日本帝國海軍航空隊的轟炸機、攻擊機和偵察機上使用的後方防衛機槍，為英國路易士機槍（空用型）的仿製品，就連發射的九二式子彈都是英式.303彈的仿製，雖然和日本國產的九九式子彈同為7.7毫米口徑但兩者不能通用，日軍當中也有另一種被稱為九二式的機槍，就是陸軍的九二式重機槍，但兩者不單外表不同而且彈藥也同樣不能通用（九二式重機槍發射的子彈也叫九二式但卻是7.7毫米×58SR）。
九二式防衛機槍由於其7.7毫米口徑子彈殺傷力對後來出現的美製戰鬥機顯得無力，故後來被更大口徑的二年式機槍（13.2毫米口徑，德式重機槍彈）和九九式機炮（20毫米口徑）所取代。

## 使用國家

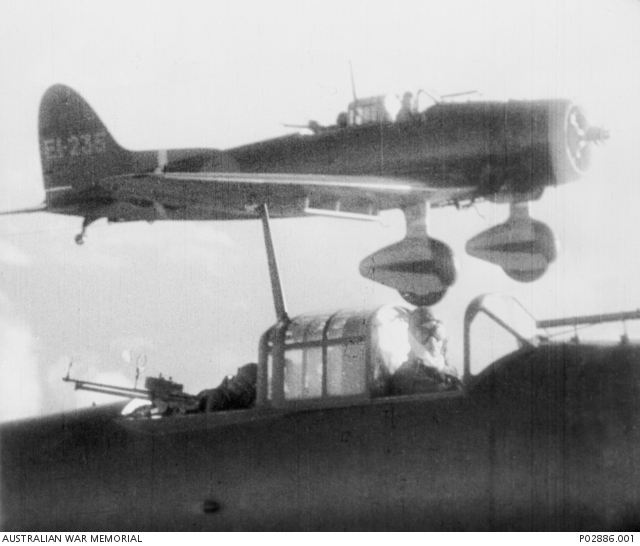
九九式艦上轟炸機上的九二式防衛機槍

- 大日本帝国

## 外部連結
- 舊日本陸海軍航空槍炮發展史（页面存档备份，存于）